# Amphiodia oerstedii
Amphiodia oerstedii is een slangster uit de familie Amphiuridae.
De wetenschappelijke naam van de soort werd als Amphiura oerstedii in 1856 gepubliceerd door Christian Frederik Lütken.